# Torsten Schack Pedersen
Torsten Schack Pedersen, né le 26 juin 1976 à Farsø (Danemark), est un homme politique danois, membre de Venstre. Il est ministre de la Sécurité nationale et de la Gestion des catastrophes depuis le 29 août 2024.

## Biographie

### Études et débuts en politique
Engagé au sein du mouvement Venstre, il occupe à plusieurs reprises des postes à responsabilité dans sa branche de jeunesse, et notamment sa présidence de 2001 à 2003.
Il est diplômé d'économie à l'université de Copenhague en 2004.

### Député au Folketing
Il est élu député au Folketing pour la première fois lors des élections législatives de 2005. Il devient alors porte-parole de son parti pour les questions de sciences et de télécommunications.
Il est réélu pour un nouveau mandat lors lors des élections législatives de 2022, et devient alors porte-parole de son parti sur les questions économiques et financières,.
En février 2023, il est nommé commissaire de la garde nationale danoise, sa plus haute autorité civile, et prend ses fonctions le 1er mars suivant.
Le 21 novembre 2023, il devient le porte-parole politique de son parti (un des postes les plus importants pour un groupe parlementaire), le temps du congé paternité de Morten Dahlin. Quand Dahlin est nommé au gouvernement deux jours plus tard et que Schack Pedersen prend le rôle de plein exercice, il annonce sa démission de son poste de commissaire de la garde nationale, effective en janvier, pour se consacrer à ses missions parlementaires.

### Ministre de la Sécurité nationale et de la Gestion des catastrophes
Le 29 août 2024, il est nommé à la tête du nouveau ministère de la Sécurité nationale et de la Gestion des catastrophes à la faveur d'un remaniement ministériel au sein du gouvernement Frederiksen II. En janvier 2025, il conclut un accord avec les partis de la majorité et sept partis d'opposition pour renforcer la protection civile avec plus de moyens, améliorer la coordination des secours et élaborer une nouvelle stratégie nationale de cybersécurité.

### Vie personnelle
Il est marié avec Louise Schack Elholm, également députée pour le parti Venstre et ancienne ministre, avec qui il a deux enfants.